# Pride〜A Part of Me〜 feat.SRM
「Pride〜A Part of Me〜 feat.SRM」（プライド〜ア パート オブ ミー〜 フィーチャリング エスアールエム）は、日本の女性歌手・ステファニーの6枚目のシングル。

## 解説
前作「Changin'」からおよそ半年ぶりとなる2009年第1弾シングル。ステファニーの女優デビュー作となる映画『プライド』の主題歌であり、ステファニー初の映画タイアップとなる。フィーチャーされている「SRM」とは『プライド』作中に登場するユニット名であり、作中でステファニーと共にSRMのメンバーを演じている満島ひかりとのツインボーカルによる楽曲となっている。また「Changin'」と同様、ステファニーのソロによるバージョンも収録されている。
初回生産版には、映画『プライド』におけるステファニーのオフショットムービーが収録されたDVDが付属する。

## 収録曲
全作曲：ジョー・リノイエ
1. Pride〜A Part of Me〜 feat.SRM
  - 作詞：STEPHANIE、編曲：ジョー・リノイエ & Kentaro Sato、唄：ステファニー & 満島ひかり
  - ヘキサゴン・ピクチャーズ、シナジー配給映画『プライド』主題歌
2. Pride〜A Part of Me〜 Stephanie Only ver.
3. KISSES
  - 作詞：STEPHANIE、編曲：ジョー・リノイエ & Yukinori Nakano
4. Changin' Double Piano Mix
  - 作詞：STEPHANIE & mavie、編曲：ジョー・リノイエ
  - 5thシングル「Changin'」の2台のピアノ伴奏によるリミックスバージョン。

## 収録アルバム
- 『Colors of my Voice』（#1, #3）